# Mike Teunissen
Mike Teunissen (n. Ysselsteyn, 25 de agosto de 1992) é um ciclista profissional holandês que atualmente corre para a equipa Team Sunweb.
Na modalidade de ciclocross a  sua vitória mais importante tem sido o campeonato mundial sub-23 conseguido em 2013.

## Palmarés

### Estrada
2012
- Slag om Norg

2013
- Rabo Baronie Breda Classic

2014
- Paris-Roubaix sub-23
- Rabo Baronie Breda Classic
- Paris-Tours sub-23

2015
- 1 etapa do Tour de l'Ain

2019
- 1 etapa do Tour de France

### Ciclocross
2013
- Campeonato Mundial sub-23 de Ciclocross

## Resultados nas Grandes Voltas
| Corrida         | 2013 | 2014 | 2015 | 2016 | 2017 | 2018 | 2019 |
| --------------- | ---- | ---- | ---- | ---- | ---- | ---- | ---- |
| Giro de Itália  | -    | -    | -    | -    | -    | -    | -    |
| Tour de França  | -    | -    | -    | -    | 129º | -    | -    |
| Volta a Espanha | -    | -    | 104º | -    | -    | -    | -    |

-: não participa
Ab.: abandono